# Ł

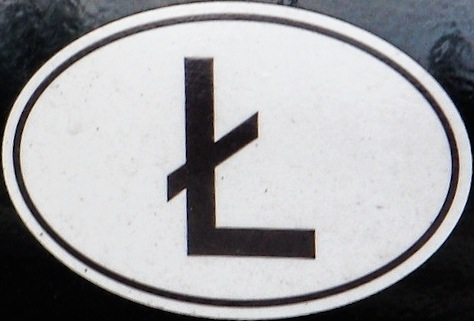
Litera Ł jako nieoficjalny kod samochodowy Łużyc

Ł (eł, przekreślone L, L z kreską ukośną) – szesnasta litera polskiego alfabetu. Występuje także w kilku alfabetach języków słowiańskich (w kaszubskim, dolnołużyckim, górnołużyckim oraz w łacinkach białoruskiej i ukraińskiej), a także w języku weneckim, wilamowskim i języku Nawahów. Oznacza spółgłoskę /ɫ/ lub /w/ w językach słowiańskich i /ɬ/ w językach indiańskich.
Pierwsze rozróżnienie ortograficzne l i ł pojawiło się w traktacie Jakuba Parkoszowica z roku 1440: dla „l” zaproponował literę przypominającą {\displaystyle \ell ,} dla ł literę l z kreską biegnącą ku górze, w lewo. Obecną ortografię wprowadził Stanisław Zaborowski w wydanej w Krakowie w latach 1514–1515 książce „Orthographia seu modus recte scribendi et legendi Polonicum idioma quam utilissimus”. Autor ten uważany jest także za ojca litery ż.

## Kodowanie
W unikodzie litera Ł ma następujące kodowanie:
- wielka litera Ł: U+0141
- mała litera ł: U+0142

W ISO 8859 Ł jest włączona w systemy kodowania Latin-2, Latin-7 (Baltic Rim) oraz Latin-10 (South-Eastern European).
W TeXu Ł zapisuje się następująco:
- wielka litera Ł: \L
- mała litera ł: \l

## Wymowa
Wskutek wałczenia, Ł jest wymawiane jak U w takich wyrazach jak „auto”. Zanika wymowa Ł scenicznego (kresowego).